# 슈바르츠발트 햄
슈바르츠벨더 싱켄(독일어: Schwarzwälder Schinken 슈바르츠벨더 싱켄[*])은 독일의 슈바르츠발트 지역에서 생산되는 햄이다.

## 사진 갤러리

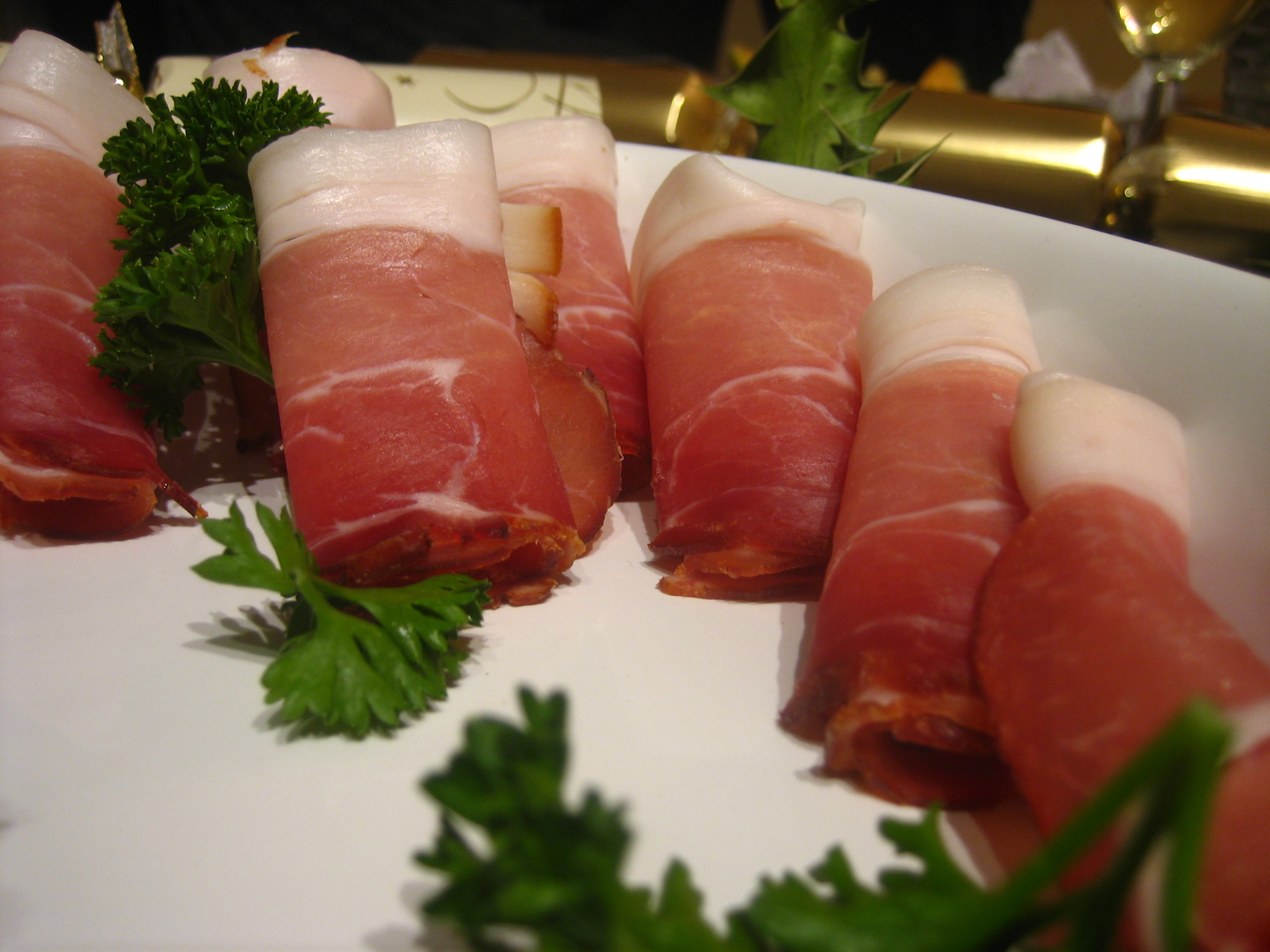
얇게 썬 슈바르츠발트 햄

## 같이 보기
- 슈바르츠발트 케이크